# Jocelyn Brown
Jocelyn Lorette Brown (Kinston (North Carolina), 25 november 1950) is een Amerikaanse r&b- en dance-zangeres. Hoewel ze maar één Billboard Hot 100-notering behaald heeft ("Somebody Else's Guy," #75 in 1984), heeft ze een grote achtergrond in de muziekindustrie. Ze was lid van de bands Bad Girls, Inner Life, Salsoul Orchestra en Incognito. Ook was ze achtergrondzangeres bij Blaze, Luther Vandross, George Benson, John Lennon en anderen. Op het album The Glow of Love uit 1980 van Change was ze hoofdzangeres naast Luther Vandross.
Ze heeft meer dan 20 hits in de Hot Dance Music/Club Play-lijst, waarvan vier nummer één zijn geweest (Love's Gonna Get You (1986), Keep On Jumpin' (1996), Something Goin' On (1997) en Fun (1998)).
Een sample van "Love's Gonna Get You" werd in 1990 gebruikt voor "The Power" van Snap! Ook "I'm Gonna Get You" (1992) van Bizarre inc. is gebaseerd op dit nummer. Een korte sample hieruit is ook te horen in Go! van Moby en later in Summer 91 van Noizu.
In Nederland was Always there samen met Incognito op vrijdag 26 juli 1991 Veronica Alarmschijf op Radio 3 en werd een grote top 3 hit in de Top 40.
Ze neemt nog steeds housemuziek op en heeft in de 21e eeuw nog hitnoteringen gehad, waaronder het nummer "I'm A Woman" van Cassius in 2002, waar ze de vocals deed. Brown kwam prominent naar voren op het Masters at Work-project Nuyorican Soul, eind jaren 90, een vinyl-samenkomst met de voormalige Salsoul-labelgenoot Vince Montana.
Sinds 1990 woont ze in Londen.

## Discografie

### Albums
- Somebody Else's Guy (1984)
- One from the Heart (1987)
- Jocelyn's Classic R&B Mastercuts (1995) (alleen in Japan uitgebracht)
- Jocelyn's Classic Reggae Mastercuts (1995) (alleen in Japan uitgebracht)
- Unreleased (2006)
- Circles (2006) (alleen in Japan uitgebracht)
- True Praise (2010)

### Singles
Onderstaand nummers waar Jocelyn Brown (een van de) hoofdzanger(s) was.
| Jaar | Nummer                                                                 | U.S. HOT 100 | U.S. Dance | UK | ZWIT | ZWED |
| ---- | ---------------------------------------------------------------------- | ------------ | ---------- | -- | ---- | ---- |
| 1979 | "Get Up" (Rock Your Body) (The 202 Machine ft. Jocelyn Brown)          | -            | -          | -  | -    | -    |
| 1984 | "Somebody Else's Guy"                                                  | 75           | -          | 13 | -    | -    |
| 1986 | "Love's Gonna Get You"                                                 | -            | 1          | -  | -    | -    |
| 1991 | "Always There" (with Incognito)                                        |              | -          | 6  | 8    | 19   |
| 1991 | "Gypsy Rhythm" (Raúl Orellana ft. Jocelyn Brown) (Alarmschijf)         | -            | -          | -  | -    | -    |
| 1991 | "Don't Talk Just Kiss" (with Right Said Fred)                          | -            | -          | 3  | -    |      |
| 1992 | "Take Me Up" (with Sonic Surfers) (Alarmschijf)                        | -            | -          | -  | -    |      |
| 1996 | "Keep On Jumpin'" (with Todd Terry & Martha Wash) (Dancesmash)         | -            | 1          | 8  | -    |      |
| 1997 | "Something's Goin' On" (with Todd Terry & Martha Wash) (Dancesmash)    | -            | 1          | 5  | -    | 43   |
| 1997 | "Special Love" (ft. Jestofunk)                                         | -            | -          | -  | -    | -    |
| 1998 | "Fun"                                                                  | -            | 1          | -  | -    |      |
| 2002 | "I'm A Woman" (ft. Cassius)                                            | -            | -          | -  | 63   |      |
| 2005 | "Beautiful Day" (Hardage ft. Jocelyn Brown)                            | -            | -          | -  | -    |      |
| 2008 | "I'ts All About the Music" (The Allstars Collective ft. Jocelyn Brown) | -            | -          | -  | -    |      |